# Taiji (Wakayama)
Taiji (太地町 Taiji-chō?) es un pueblo localizado en la prefectura de Wakayama, Japón. En junio de 2019 tenía una población estimada de 2.874 habitantes y una densidad de población de 495 personas por km². Su área total es de 5,81 km².

## Historia
Taiji es la ciudad más pequeña de la prefectura de Wakayama porque a diferencia de otras, Taiji no ha experimentado una fusión desde 1889, cuando el pueblo de Moriura fue fusionado con Taiji.
Taiji es conocido por ser un pueblo ballenero. En 1988 una decisión de la comisión internacional ballenera (International Whaling Commission) provocó en Taiji la suspensión de la pesca ballenera a nivel comercial. Sin embargo el pueblo continúa con la caza de ballenas pequeñas y delfines. La Caza anual de delfines en Taiji es objeto de controversia y le supone una presión constante por parte de grupos de protesta.

## Geografía

### Localidades circundantes
- Prefectura de Wakayama
  - Nachikatsuura

## Demografía
Según los datos del censo japonés, esta es la población de Taiji en los últimos años.
| Año del censo | Población |
| ------------- | --------- |
| 1995          | 3.907     |
| 2000          | 3.777     |
| 2005          | 3.506     |
| 2010          | 3.250     |
| 2015          | 3.087     |

## Museos
- Museo Ballenero de Taiji abierto en 1969. Exhibe más de 1.000 ítems relacionados con ballenas y la pesca de este animal, incluyendo esqueletos de varias especies de ballenas.
- Museo de Béisbol Hiromitsu Ochiai conmemora al jugador japonés Hiromitsu Ochiai quien ganó la Triple Corona en la Liga de Béisbol Japonesa.
- Museo Ishigaki conmemora al pintor Eitaro Ishigaki. Su esposa Ayako fundó el museo en 1991.

## Ciudades hermanadas
- Broome, Western Australia (Australia) desde 1981; suspendida en agosto de 2009 en protesta contra la matanza de delfines.[5] La decisión fue revertida en octubre de 2009.[6]
- Hakuba (Japón) desde 1984

## Documental sobre caza de delfines en Taiji
En el año 2009 se filmó un documental que fue dirigido por el antiguo fotógrafo de National Geographic Louis Psihoyos, y fue grabado secretamente durante 2007 empleando micrófonos submarinos y cámaras de alta definición camufladas como rocas. Ganó el Premio de la Audiencia de los Estados Unidos en el Festival de Cine de Sundance anual número 25, en Park City, Estados Unidos, en enero de 2009.El documental protagonizado por David Kirby denuncia la caza de delfines que se lleva a cabo en ese lugar con fines alimenticios.
Taiji es considerado en ese filme como un lugar estratégico que contribuye de manera importante a la extinción de delfines en el planeta.

## Personas ilustres
- Eitaro Ishigaki (1893–1958),[7] artista.
- Kiwako Taichi (1943–1992), actriz.[8]